# Creos Luxembourg
Creos Luxembourg S.A. ist Betreiber von Stromnetzen und Erdgasleitungen im Großherzogtum Luxemburg. Das Unternehmen plant, errichtet und betreibt Hoch-, Mittel- und Niederspannungsstromnetze sowie Hoch-, Mittel- und Niederdruckgasleitungen, die sich im Eigentum von Creos befinden oder mit deren Betrieb Creos beauftragt wurde.

## Geschichte
Creos entstand aus der Fusion der Cegedel S.A., großherzogliche Elektrizitätsgesellschaft Luxemburgs, eine 1928 gegründete Konzessionsgesellschaft, die als Versorger damals 70 % des Strombedarfs des Landes abdeckte, der Soteg S.A., größter Gasversorger Luxemburgs, und der Saar Ferngas AG, die 1929 im Saarland gegründet wurde. Am 23. Januar 2009 wurden sämtliche Anteile der Aktionäre der Cegedel S.A. und der Saar Ferngas AG auf die Soteg S.A. übertragen. Nach dem erfolgreichen obligatorischen Übernahmeangebot für alle noch nicht in ihrem Besitz befindlichen Anteile nahm die Gesellschaft rückwirkend zum 1. Januar 2009 eine umfassende Umstrukturierung vor, aus der sie als neuer Energiekonzern hervorging. Er firmiert unter dem Namen Enovos und besteht aus der Muttergesellschaft, Enovos International S.A., und zwei großen Tochtergesellschaften: Creos Luxembourg (ehemals Cegedel S.A.), die für die Netzaktivitäten, und Enovos Luxembourg S.A., die für die Produktions-, Verkaufs- und Vermarktungsaktivitäten zuständig ist. Enovos und Creos verfügen über je eine Tochtergesellschaft, die auf dem deutschen Markt aufgestellt sind: Enovos Deutschland und Creos Deutschland.
In den beiden folgenden Jahren konsolidierte Creos ihre Position auf dem luxemburgischen Markt. Im Jahr 2010 erweiterte das Unternehmen das Erdgasübertragungsnetz um ein Vertriebsnetz und übernahm die Erdgasnetze der Luxgaz Distribution S.A. Die Verwaltung der kommerziellen Aktivitäten wurde auf die Enovos Luxembourg S.A. übertragen. Am 1. Januar 2011 trat die Stadt Luxemburg ihre Strom- und Erdgasnetze sowie ihr Personal gegen eine Beteiligung am Kapital der Gesellschaft an Creos ab. Der Anteil der öffentlichen Beteiligung am Kapital von Creos stieg von 5,71 % auf 24,57 %.
Zur klaren Unterscheidung zwischen der Muttergesellschaft und ihren Tochtergesellschaften – der Energieversorger Enovos und der Netzbetreiber Creos – erhielt Enovos International 2016 eine neue Corporate Identity mit der Bezeichnung Encevo. Ende Juli 2018 verkaufte die Ardian-Investmentgruppe ihre Minderheitsbeteiligung in Encevo von 24,92 % an China Southern Power Grid, den zweitgrößten Netzbetreiber in China und weltweit.
Nach einer Reorganisation der Aktivitäten der Encevo-Gruppe in Deutschland Ende Oktober 2021 hat Creos Luxemburg seine Beteiligung an der Creos Deutschland Holding GmbH verkauft. Seit dem 1. Juli 2023 ist Laurence Zenner, bis dahin Leiterin von CFL Cargo, neue Geschäftsführerin von Creos Luxemburg.
Creos hält Beteiligungen an den folgenden Unternehmen:
1. Luxmetering, eine wirtschaftliche Interessengemeinschaft, die alle Aktivitäten im Zusammenhang mit Smart Metering übernimmt;
2. Balansys, ein Joint Venture zwischen Creos und Fluxys Belgium, das die Integration der belgischen und luxemburgischen Erdgasmärkte in einem einzigen Gebiet zum Ziel hat;
3. Ampacimon, ein Unternehmen, das im Bereich der Überwachung von Stromnetzen tätig ist;
4. NEXXTLAB, ein Unternehmen, das digitale Lösungen für das Echtzeitmanagement der Interaktionen zwischen den Akteuren auf dem Strommarkt entwickelt;
5. TSCNet, ein europäisches Unternehmen, das 16 Übertragungsnetzbetreibern (ÜNB) Koordinierungs- und Unterstützungsdienste anbietet, um den effizienten und sicheren Betrieb der Stromnetze in Europa zu gewährleisten;
6. JAO, eine Handelsplattform, die Europas wichtigstes grenzüberschreitendes Handelssystem namens e-CAT beherbergt und eine breite Palette von Dienstleistungen anbietet, von Auktionen für lang- und kurzfristige Kapazitätsrechte bis hin zu Backup-Auktionen für Tageskupplungen.

## Geschäftstätigkeit
Creos Luxembourg S.A. plant, errichtet und betreibt Übertragungs- und Verteilnetze für Strom und Erdgas im Großherzogtum Luxemburg. Creos ist zuständig für die Zählerinstallation und -verwaltung, die Verbrauchsdatenverarbeitung der Kunden sowie die Abrechnung der Netzzugangsgebühren. Das Unternehmen verfolgt ferner die Aktivitäten bzw. Wechsel der Versorger.
Infolge der Liberalisierung der Energiemärkte organisiert und überwacht eine unabhängige Behörde, das Institut Luxembourgeois de Régulation (ILR), den Netzzugang in Luxemburg. Die Tarife unterliegen ihrer Genehmigung, und die Gebühren für die Netznutzung stehen unter ihrer Aufsicht. Auf diese Weise wird den Energieversorgern ein transparenter Zugang zu den Netzen von Creos gewährleistet.

## Anteilseigner/Investoren
Anteilseigner der Creos Luxembourg sind
- 75,43 % Encevo
- 20,00 % Stadt Luxemburg
- 2,28 % Luxemburg
- 2,08 % 41 luxemburgische Kommunen
- 0,10 % Fédération du Génie Technique
- 0,10 % Eigene Aktien

Anteilseigner der Encevo sind
- 28,00 % Luxemburg
- 24,92 % China Southern Power Grid
- 15,61 % Stadt Luxemburg
- 14,20 % Société Nationale de Crédit et d'Investissement
- 12,00 % Banque et Caisse d’Epargne de l’Etat
- 4,71 % Post Luxembourg
- 0,56 % Ardian

Die Anteile von Ardian teilen sich auf in 23,48 % für AXA Redilion ManagementCo S.C.A. und 2 % für Ardian Redilion ManagementCo S.C.A.
SNCI, BCEE und Post sind jeweils zu 100 % Eigentum des Großherzogtums.

## Infrastruktur

### Stromnetz
Der Großteil des Stroms im Großherzogtum Luxemburg kommt aus Deutschland. Die zwei 220 kV-Doppel-Hochspannungsleitungen sind an das deutsche Stromnetz angeschlossen. Eine Stromverbindung nach Belgien ist in Betrieb gegangen mit der Inbetriebnahme des Phasenschiebertransfomators (PST) in Schifflange im Oktober 2017, und etwa 15 % des ins Netz eingespeisten Stroms stammen aus lokaler Produktion (Biogas, Kraft-Wärme-Koppelung, Windenergie, Wasserkraft und Photovoltaik). Der Strom wird zu sechs Umspannstationen (Flebour, Roost, Itzig/Blooren, Heisdorf, Bertange und Schifflingen) geleitet, wo die Spannung von 220 kV auf 65 kV abgesenkt wird, bevor der Strom in die nachgeschalteten Netze der Industriekunden und großen Kommunalverteiler gespeist wird. In mehr als 60 landesweit verteilten Umspannwerken wird anschließend die Spannung von 65 kV auf 20 kV erneut abgesenkt. Die elektrische Energie wird dann an KMU, Städte und Dörfer weitergeleitet, wo Transformatoren die Spannung ein letztes Mal auf 0,4 kV senken. Dieser Niederspannungsstrom wird an den Endverbraucher verteilt. Eine Strom-Netzleitstelle, auch Dispatching-Zentrale genannt, ist für die Überwachung und Fernsteuerung des Hoch- und Mittelspannungsstromnetzes zuständig.
Die Gesamtlänge des von Creos betriebenen luxemburgischen Stromnetzes beträgt 12.278,8 Kilometer. Davon entfallen 944,8 km auf Hochspannungsleitungen, 3.520,7 km auf Mittelspannungsleitungen und 7.813,3 km auf Niederspannungsleitungen.
| Strom                  |     | 2023     |
| ---------------------- | --- | -------- |
| Transportierte Energie | GWh | 4.719,0  |
| Leistungsspitze        | MW  | 807,0    |
| Länge des Stromnetzes  | km  | 12.278,8 |

### Erdgasnetz
Dank der Eintrittspunkte mit Deutschland, Belgien und Frankreich ist Luxemburg mit dem europäischen Gasverbundnetz verbunden. Unter der Aufsicht der Dispatching-Zentrale wird das Erdgas durch die Hoch- und Mitteldruckleitungen in etwa sechzig Kommunen befördert, die an das nationale Netz angeschlossen sind. Druckreglerstationen, die die kommunalen Systeme versorgen, verringern im Anschluss den Gasdruck. Creos gewährleistet die Erdgasversorgung in 45 Gemeinden des Landes.
| Erdgas                     |       | 2023    |
| -------------------------- | ----- | ------- |
| Gesamtkapazität Erdgas     | Nm3/h | 319.000 |
| Leistungsspitze Erdgasnetz | Nm3/h | 167.186 |
| Transportiertes Volumen    | GWh   | 6.369   |
| Netzlänge                  | km    | 2.204,2 |

Creos und ihr belgisches Pendant Fluxys Belgium haben in enger Zusammenarbeit mit den staatlichen Aufsichtsbehörden ILR bzw. CREG die beiden nationalen Erdgasmärkte zu einem gemeinsamen Belux-Gasmarkt zusammengeführt. Diese Initiative entspricht dem Ziel der Europäischen Union, einen gesamteuropäischen Erdgasmarkt ohne Binnengrenzen zu schaffen und hatte die erste Integration der Gasmärkte zweier EU-Mitgliedstaaten zur Folge. Balansys, das Gemeinschaftsunternehmen von Creos und seinem belgischen Pendant Fluxys, ist ab 1. Juni 2020 der Ausgleichsbetreiber in der Belux-Zone. Das heißt, er ist dafür verantwortlich, dass der Gasmarkt gut versorgt ist, ohne dass einer der beiden Versorger für sein Gas auf dem Markt des anderen eine Einspeisegebühr zahlen muss.

### Betriebszentren
Creos verfügt über vier regionale Zentren für Bau, Betrieb, Unterhalt und Störungsbehebung von Elektrizitäts- und Erdgasnetzwerken. Das Zentrum in Roost ist für die Regionen Zentrum und Norden zuständig. Unter ihrem Dach sind die Stromversorgung in den Bereichen Hoch-, Mittel- und Niederspannung, die Erdgasversorgung über das Nieder- und Mitteldruckleitungsnetz für das Zentrallager sowie die mechanischen und Elektrowerkstätten zusammengefasst. Das Zentrum in Schifflingen ist für den Süden des Landes zuständig. Das Zentrum in der Stadt Luxemburg deckt die dicht besiedelten Gebiete der Hauptstadt sowie die angrenzenden Gemeinden, Straßen und Hesperingen ab. Das Stadtzentrum zog Ende 2021 zusammen mit dem Hauptsitz an einem neuen Standort in Merl um.
Das Zentrum von Contern kontrolliert die Einstellung der Zähler, insbesondere der intelligenten Zähler.
Am Standort Bettemburg sind die Dispatchings für Strom und Erdgas mit Leitwarten zur Netzfernsteuerung seit 2020 installiert.

## Intelligente Netze, Elektromobilität und  Energiemanagement
Creos ist an drei großen Projekten auf nationaler Ebene beteiligt: Smart Grids, Elektromobilität und Energiemanagement.
Gemäß dem Gesetz vom 7. August 2012, das die europäische Energieeffizienzrichtlinie in luxemburgisches Recht umsetzt, müssen landesweit alle Gas- und Stromzähler unabhängig vom Netzbetreiber ausgetauscht werden. Creos hat daher im gesamten Großherzogtum Luxemburg 300.000 kommunizierende Zähler (Smart Meter) installiert, die den Energieverbrauch und die Energieerzeugung detailliert erfassen, davon 250.000 Stromzähler und 50.000 Gaszähler. Die Installation dieser neuen Strom- und Gaszähler – genannt Smarty – in den luxemburgischen Haushalten wird die Einrichtung von intelligenten Netzen – Smart Grids – ermöglichen, die in der Lage sind, die dezentrale Stromerzeugung (wie Windkraft- oder Photovoltaikanlagen) zu überwachen, die Schwankungen der Einspeisung in die Verteilernetze genauer zu steuern und die punktuellen Nachfragespitzen, die durch das Aufladen von Elektrofahrzeugen entstehen, besser zu bewältigen. Das Gesetz vom 7. August 2012 sieht außerdem vor, dass das Zählsystem zu einem späteren Zeitpunkt auch andere Energieträger wie Wasser und Wärme erfassen kann.
Creos hat sich dem nationalen Ziel für Elektromobilität angeschlossen, das die Installation von etwa 800 öffentlichen Ladestationen für Elektroautos und Plug-in-Hybridautos im ganzen Land vorsieht. Da jede Ladestation über zwei Ladepunkte verfügt, wird das Netz mit dem Namen Chargy am Ende 1.600 Parkplätze für Elektromobilität umfassen. Creos hat die Installation, den Betrieb und die Wartung der öffentlichen Ladeinfrastruktur in seinem Verteilungsnetz übernommen, insgesamt fast 700 der 800 geplanten Ladepunkte. Im Januar 2021 eröffnete Creos die ersten beiden SuperChargy-Ultra-Schnellladestationen in Kirchberg, einem Stadtteil von Luxemburg-Stadt. Bis Ende 2023 werden 60 SuperChargy-Gleichstrom-Ladestationen an den Hauptverkehrsachsen und Autobahnen des Landes sowie an den Autobahnraststätten in Betrieb sein.
Der Netzbetreiber bereitet sich auch auf die dritte industrielle Revolution vor, die von der luxemburgischen Regierung angestrebt wird38. Diese Konvergenz von Informationstechnologien, erneuerbaren Energien und Transportmitteln wird sich auf die Art und Weise auswirken, wie die Stromnetze verwaltet werden. Um dieser Entwicklung vorzugreifen, beteiligt sich Creos seit 2023 an zwei Großprojekten von nationaler Bedeutung. Das erste Projekt heißt Leneda. Es vereint Creos, die anderen Verteilernetze und die Lieferanten in Zusammenarbeit mit dem Energieministerium und dem Institut Luxembourgeois de Régulation (ILR). Ziel des Projekts ist es, alle Verbrauchs- und Produktionsdaten für Gas und Strom zu sammeln, sie den verschiedenen Marktteilnehmern zur Verfügung zu stellen und die Kommunikation zwischen ihnen zu vereinfachen. Das zweite Projekt mit dem Namen Alva ist seit September 2023 in Betrieb und wurde von DataThings, einem Spin-off der Universität Luxemburg, entwickelt. Dieser digitale Zwilling von Creos wird es Creos ermöglichen, fortgeschrittene Analysen der Netznutzung und -auslastung durchzuführen, um die Betriebseffizienz zu optimieren.
Auf der Suche nach Energieeffizienz führt Creos außerdem in Zusammenarbeit mit dem Luxembourg Institute of Science and Technology und dem Interdisciplinary Centre for Security, Reliability and Trust (SnT) der Universität Luxemburg das Projekt FlexBeAn durch, das sich auf Flexibilität und die Analyse des Nutzerverhaltens konzentriert.